# Campeonato Mundial de Esgrima de 2022
El LXXXII Campeonato Mundial de Esgrima se celebró en El Cairo (Egipto) entre el 15 y el 23 de julio de 2022 bajo la organización de la Federación Internacional de Esgrima (FIE) y la Federación Egipcia de Esgrima.
Las competiciones se realizaron en el Cairo Stadium Indoor Halls Complex de la capital egipcia.
Los esgrimidores de Rusia y Bielorrusia fueron excluidos de este campeonato debido a la invasión rusa de Ucrania.

## Calendario
| ● | Clasificación |  | Finales |

| Julio de 2022       | Julio de 2022       | Vie 15 | Sáb 16 | Dom 17 | Lun 18 | Mar 19 | Mié 20 | Jue 21 | Vie 22 | Sáb 23 | Total |
| ------------------- | ------------------- | ------ | ------ | ------ | ------ | ------ | ------ | ------ | ------ | ------ | ----- |
| Florete individual  | Florete individual  |        | F      | M      |        | F      | M      |        |        |        | 2     |
| Espada individual   | Espada individual   | F      | M      |        | F      | M      |        |        |        |        | 2     |
| Sable individual    | Sable individual    | M      |        | F      | M      |        | F      |        |        |        | 2     |
| Florete por equipos | Florete por equipos |        |        |        |        |        |        |        | F      | M      | 2     |
| Espada por equipos  | Espada por equipos  |        |        |        |        |        |        | F      | M      |        | 2     |
| Sable por equipos   | Sable por equipos   |        |        |        |        |        |        | M      |        | F      | 2     |
| Finales por día     | Finales por día     | 0      | 0      | 0      | 2      | 2      | 2      | 2      | 2      | 2      | 12    |

## Medallistas

### Masculino
| Evento                      | Oro                                                                                | Plata                                                                                  | Bronce                                                                    |
| --------------------------- | ---------------------------------------------------------------------------------- | -------------------------------------------------------------------------------------- | ------------------------------------------------------------------------- |
| Florete individual (20.07)  | Enzo Lefort Francia                                                                | Tommaso Marini · Italia                                                                | Cheung Ka Long Hong Kong Nick Itkin Estados Unidos                        |
| Florete por equipos (23.07) | Alessio Foconi · Daniele Garozzo · Tommaso Marini · Guillaume Bianchi (R) · Italia | Chase Emmer Nick Itkin Alexander Massialas Gerek Meinhardt (R) Estados Unidos          | Maximilien Chastanet Enzo Lefort Pierre Loisel Alexandre Sido (R) Francia |
| Espada individual (19.07)   | Romain Cannone Francia                                                             | Kazuyasu Minobe Japón                                                                  | Neisser Loyola · Bélgica · Ihor Reizlin · Ucrania                         |
| Espada por equipos (22.07)  | Yannick Borel Romain Cannone Alex Fava Alexandre Bardenet (R) Francia              | Davide Di Veroli · Andrea Santarelli · Federico Vismara · Gabriele Cimini (R) · Italia | Koki Kano Kazuyasu Minobe Masaru Yamada Ryu Matsumoto (R) Japón           |
| Sable individual (18.07)    | Áron Szilágyi · Hungría                                                            | Maxime Pianfetti Francia                                                               | Iulian Teodosiu · Rumania · Sandro Bazadze · Georgia                      |
| Sable por equipos (21.07)   | Gu Bon-Gil Kim Jun-Ho Oh Sang-Uk Kim Jung-Hwan (R) Corea del Sur                   | Csanád Gémesi · András Szatmári · Áron Szilágyi · Tamás Decsi (R) · Hungría            | Luca Curatoli · Luigi Samele · Pietro Torre · Michele Gallo (R) · Italia  |

### Femenino
| Evento                      | Oro                                                                               | Plata                                                                               | Bronce                                                                                                  |
| --------------------------- | --------------------------------------------------------------------------------- | ----------------------------------------------------------------------------------- | --- |
| Florete individual (19.07)  | Ysaora Thibus Francia                                                             | Arianna Errigo · Italia                                                             | Lee Kiefer · Estados Unidos · Maria Boldor · Rumania                                                    |
| Florete por equipos (22.07) | Arianna Errigo · Martina Favaretto · Alice Volpi · Francesca Palumbo (R) · Italia | Jacqueline Dubrovich Lee Kiefer Maia Weintraub Zander Rhodes (R) Estados Unidos     | Anita Blaze Pauline Ranvier Ysaora Thibus Solène Butruille (R) Francia                                  |
| Espada individual (18.07)   | Song Se-Ra Corea del Sur                                                          | Alexandra Ndolo · Alemania                                                          | Rossella Fiamingo · Italia · Vivian Kong · Hong Kong                                                    |
| Espada por equipos (21.07)  | Kang Young-Mi Lee Hye-In Song Se-Ra Choi In-Jeong (R) Corea del Sur               | Rossella Fiamingo · Federica Isola · Mara Navarria · Alberta Santuccio (R) · Italia | Renata Knapik-Miazga · Magdalena Pawłowska · Martyna Swatowska-Wenglarczyk · Kamila Pytka (R) · Polonia |
| Sable individual (20.07)    | Misaki Emura Japón                                                                | Anna Bashta Azerbaiyán                                                              | Araceli Navarro · España · Déspina Yeoryadu · Grecia                                                    |
| Sable por equipos (23.07)   | Katinka Battai · Liza Pusztai · Luca Szűcs · Renáta Katona (R) · Hungría          | Sara Balzer Sarah Noutcha Caroline Quéroli Anne Poupinet (R) Francia                | Misaki Emura Shihomi Fukushima Seri Ozaki Kanae Kobayashi (R) Japón                                     |

## Medallero
| Núm. | País           | Oro | Plata | Bronce | Total |
| ---- | -------------- | --- | ----- | ------ | ----- |
| 1    | Francia        | 4   | 2     | 2      | 8     |
| 2    | Corea del Sur  | 3   | 0     | 0      | 3     |
| 3    | Italia         | 2   | 4     | 2      | 8     |
| 4    | Hungría        | 2   | 1     | 0      | 3     |
| 5    | Japón          | 1   | 1     | 2      | 4     |
| 6    | Estados Unidos | 0   | 2     | 2      | 4     |
| 7    | Alemania       | 0   | 1     | 0      | 1     |
| 7    | Azerbaiyán     | 0   | 1     | 0      | 1     |
| 9    | Hong Kong      | 0   | 0     | 2      | 2     |
| 9    | Rumania        | 0   | 0     | 2      | 2     |
| 11   | Bélgica        | 0   | 0     | 1      | 1     |
| 11   | España         | 0   | 0     | 1      | 1     |
| 11   | Georgia        | 0   | 0     | 1      | 1     |
| 11   | Grecia         | 0   | 0     | 1      | 1     |
| 11   | Polonia        | 0   | 0     | 1      | 1     |
| 11   | Ucrania        | 0   | 0     | 1      | 1     |
|      | TOTAL          | 12  | 12    | 18     | 42    |